# 60 Seconds!
60 Seconds! (с англ. — «60 Секунд!») — игра в жанре Action-adventure, разработанная и изданная Robot Gentleman. По сюжету игры, на город главного героя упала ядерная бомба, вынудившая его захватить как можно больше припасов и как можно больше членов семьи для выживания в ядерном бункере. Название игры походит от главной задумки игры — игроку даётся 60 секунд на сбор припасов и предметов.
Изначально игра рассматривалась в качестве прототипа, создаваемого с целью изучения движка Unity, однако в результате было решено выпустить его в мир.
Игра была выпущена 25 мая 2015 года на Windows, 18 декабря 2017 года для Nintendo Switch, и 6 марта 2020 года для PlayStation 4 и Xbox One. Также 25 июля 2019 года вышла обновлённая версия игры под названием 60 Seconds! Reatomized, которая представляет собой обновлённые текстуры, обновлённое игровое меню, а также поддержку 4K.
Продолжение игры — 60 Parsecs! вышло в 2018 году.

## Сюжет
Действие игры происходит в Соединенных Штатах в 1950-х годах. В игре рассказывается о семье Макдудл (Тед, Долорес, Мэри Джейн и Тимми), которые пытаются как можно дольше пережить последствия ядерного апокалипсиса. Пока семья выживает, появляются и другие персонажи, такие как братья-близнецы из города Хилл-Вэлли, собака по кличке Блинчик, которая может быть обнаружена и помещена в приют во время игры, сумасшедшего ученого и правительственных агентов, которых можно найти через кошку, известную как Шариков. Также могут появляться рейдеры у двери убежища, заставляя персонажей защищаться.

## Оценки
| Сводный рейтинг    | Сводный рейтинг         |
| Агрегатор          | Оценка                  |
| ------------------ | ----------------------- |
| Metacritic         | PC: 64/100 XONE: 63/100 |
| Иноязычные издания |                         |
| Издание            | Оценка                  |
| Nintendo Life      | 4/10                    |
| Pocket Gamer       | 4/5                     |

Игра получила посредственные отзывы. На сайте-агрегаторе Metacritic средняя оценка игры составляет 63 из 100 на основе 4 обзоров для платформы Xbox One.
Летом 2018 года, благодаря уязвимости в защите Steam Web API, стало известно, что точное количество пользователей сервиса Steam, которые играли в игру хотя бы один раз, составляет 578 493 человека.